# Cratere Karima
Karima è un cratere lunare di 3,05 km situato nella parte sud-occidentale della faccia nascosta della Luna.